# Pseudomugil furcatus
Pseudomugil furcatus é uma espécie de peixe da família Pseudomugilidae.
É endémica da Papua-Nova Guiné.
According to ITIS, this should be in it's own Genus, Popondichthys.
Ordem: Atheriniformes.
Família: Pseudomugilidae.
Nomes comuns: Spotted Blue-eye, Gertrude's Rainbow.
Origem: Norte e Sudoeste da Nova Guiné e Norte da Austrália.
Habitat natural: Podem ser encontrados em pequenas lagoas e pequenos riachos geralmente com vegetação densa.
Descrição: As principal caracteristica diferenciadas de outros peixes encontrados nessa espécie são sem dúvida definido pelos olhos azuis e as barbatanas. A barbatana lateral possui cor amarela e é menor. O seu movimento lembra muito um braço se movimentando em  em forma de nado; Já as barbatanas dorsais, anais e caudais pode variar de indivíduo para indivíduo entre tons de branco, amarelo, azul, verde manchadas de pequenos pontos negros; as barbatanas peitorais são transparentes com um bordo superior de cor amarela intensa (podendo contudo serem cor-de-laranja ou mesmo de um laranja avermelhado), as barbatanas ventrais são semi-transparentes e tem um tom esbranquiçado ou amarelado.
Comprimento máximo: 4 cm.
Dimorfismo sexual: Os machos têm as barbatanas dorsais, anal e peitorais mais alongadas e mais pontilhadas do que as fêmeas. A fêmea pode ter um tom geral alaranjado que se torna mais intenso junto à barbatana caudal. Ambos os sexos têm as barbatanas salpicadas de pequenos pontos negros, estes porém podem ser em maior número nos machos.
Tempo de vida: Pesquisas informam o tempo máximo de até 3 anos;
Temperatura: 23-30 °C.
pH: 5.2-7.6 pH.
Dureza da água: Entre 3 a 12 ° dGH.
Dieta: Na natureza geralmente come pequenos insetos, larvas e também crustáceos, no aquário pode ser alimentado com flocos e variados tipos de comida desde que estas sejam de um tamanho acessível às suas pequenas bocas.
Hora de atividade: São diurnos.
Aquário: Devido às suas reduzidas dimensões podem ser mantidos tranquilamente em nanos a partir dos 20 litros (para que se possa manter um pequeno cardume). Esse deve ser plantado com uma área parcialmente livre para que eles possam nadar; A presença de Vesicularia dubyana pode facilitar a reprodução.
Zonas do aquário: Todas as zonas.
Sociabilidade: São pequenos peixes, pacíficos e sociais que interagem particularmente entre a sua própria espécie dedicando-se a permanentes rituais de definição de hierarquia, de carácter pacifico, entre machos que se exibem entre si e perante as fêmeas. Perante outras espécies são extremamente pacíficos e tendem a ignorar a sua presença.
Reprodução: Em estado selvagem a época de reprodução é entre Outubro de Dezembro. É um peixe de fácil reprodução, ovíparo e prefere desovar no fundo do aquário onde deve ser colocado um pedaço de Vesicularia dubyana. A desova tem início, geralmente, durante a manhã e pode durar o dia todo, podendo as fêmeas por cerca de 10 ovos por dia, estes são transparentes, medem cerca de um 1mm de diâmetro e demoram (dependendo do fator temperatura) entre 10 a 20 dias a eclodir.
Comportamento: São pequenos, muito belos e pacíficos, são curiosos e interagem muito entre si, os machos competem entre si a maior parte do tempo exibindo as suas barbatanas quando mantidos num pequeno grupo. Sem que sejam um peixe de cardume propriamente dito são certamente um peixe de grupo e que necessita da companhia da sua própria espécie para se sentir feliz.
História e curiosidades: Foi pela primeira vez capturado nas Ilhas Aru, ao Sul da Nova Guiné. O seu nome específico, gertrudae, foi-lhe atribuído em honra da esposa, Dona Gertrudes, de um cientista que visitava as ilhas, um tal de Dr. Hugo Merton.